# Bhool Bhulaiyaa
Bhool Bhulaiyaa (hindi: भूल भुलैया, urdu: بھول بھلیاں)  – indyjski thriller psychologiczny wyreżyserowany w 2007 roku przez Priyadarshana, autora Hera Pheri, Hungama, Hulchul i Chup Chup Ke. W rolach głównych Akshay Kumar, Vidya Balan, Amisha Patel i Shiney Ahuja. W drugoplanowych Paresh Rawal i Rajpal Yadav. Film jest remakiem filmu w języku malajalam pt. Manichitrathazhu. Muzykę do filmu skomponował Pritam Chakraborty. Kręcenie filmu rozpoczęto w Dżajpurze. Tematem filmu jest historia maharadży, który przybywa z żoną do swojego nawiedzonego pałacu. Tajemnica tego miejsca jest wyjaśniana i rozwiązywana w dwojaki sposób. Opętanie przez ducha zwalczają mantry kapłana hinduskiego, a rozdwojenie osobowości leczy psychiatra (Akshay Kumar).

## Motywy filmowe
- powrót z USA * nawiedzone miejsce (Bhoot, Om Shanti Om) * krykiet, oglądanie TV przez wioskę (Iqbal) * wiara, Bóg, modlitwa * maharadża (Kisna, Aaja Nachle, Zubeidaa, Return to Rajapur) * duch (Bhoothnath, Bhoot) * kamera filmowa * adoptowane dziecko * psychiatra * szaleństwo * rozszczepiona osobowość (Anniyan) * podróż przez Indie autobusem, łodzie (Swades, Veer-Zaara) * hinduskie zaręczyny

## Fabuła
Siddarth Chaturvedi (Shiney Ahuja) przyjeżdża z USA do swojego rodzinnego pałacu maharadży w Benares. Jego świeżo poślubiona żona Avni (Vidya Balan) zachwyca się przepychem labiryntu pokoi. Bawi ją strach, z jakim rodzina męża traktuje rzekomo nawiedzony przez ducha dom. Fascynuje ją tajemnicza historia z przeszłości, która kładzie się cieniem na ich posiadłość. W poprzednich pokoleniach doszło tu do tragedii. Pan tego pałacu, zakochany w tancerce Mallice na oczach wszystkich ściął nagle głowę jej ukochanemu śpiewakowi Shahidkarowi. Siddhartha jako nowoczesnego mieszkańca Ameryki śmieszy strach, jaki w okolicy wzbudza ich pałac. Ale nawet on zaczyna być niespokojny, gdy w pałacu dochodzi do tajemniczych zdarzeń - ktoś atakuje pannę młodą, ktoś podpala na jego żonie sari. Przekonany, że sprawę ducha można wyjaśnić racjonalnie,wzywa na pomoc swego  przyjaciela z Ameryki, indyjskiego psychiatrę Adityę Shivastava (Akshay Kumar). Obydwaj uważają, że  za atakami ducha stoi obłęd kogoś z osób zgromadzonych w pałacu.

## Obsada
- Akshay Kumar – Dr. Aditya Shrivastav
- Vidya Balan – Avni Siddharth Chaturvedi/Manjulika
- Amisha Patel – Radha
- Shiney Ahuja – Siddharth Chaturvedi
- Mandeep Singh – Mandy
- Paresh Rawal – Batukshankar Upadhyay
- Rajpal Yadav – Chhote Pandit (Natwar)
- Asrani – Murari
- Manoj Joshi – Badrinarayan Chaturvedi
- Vikram Gokhale – Shri Yagyaprakashji Bharti
- Rasika Joshi – Janaki Upadhyay
- Vineeth – profesor Sharad Pradhan
- Tarina Patel – Nandini Upadhyay

## Muzyka
Muzykę do filmu skomponował Pritam Chakraborty, autor muzyki do Jab We Met, Life in a... Metro, Woh Lamhe, Hattrick, Just Married, Bas Ek Pal, Pyaar Ke Side Effects, Dhoom, Naksha, Dhoom 2, Apna Sapna Money Money, Garam Masala, Chocolate, czy Bhagam Bhag. Tytułowa piosenka stała się w Indiach bardzo popularna.
| Piosenkę                                           | śpiewa(ją)                      | do tekstu     | na ekranie przedstawiają   |
| -------------------------------------------------- | ------------------------------- | ------------- | -------------------------- |
| Allah Hafiz                                        | Kay Kay                         | Sameer        | Akshay Kumar               |
| Bhool Bhulaiyaa                                    | Neeraj Shridhar                 | Sameer        | Akshay Kumar               |
| Bhool Bhulaiyaa (remix)                            | Neeraj Shridhar                 | Sameer        | Akshay Kumar               |
| Labon Ko                                           | Kay Kay                         | Sayeed Quadri | Shiney Ahuja & Vidya Balan |
| Labon Ko (remix)                                   | Kay Kay                         | Sayeed Quadri | Shiney Ahuja & Vidya Balan |
| Lets Rock Now Soniye                               | Tulsi Kumar & Shaan             | Sameer        | wszyscy                    |
| Lets Rock Soniye (remix)                           | Tulsi Kumar & Shaan             | Sameer        |                            |
| Mere Dholna                                        | Shreya Goshal & M. G. Sreekumar | Sameer        | Vidya Balan & Vineeth      |
| Sajda                                              | Kay Kay                         | Sameer        | Shiney Ahuja & Vidya Balan |
| Sajda (Remix) – DJ Suketu – zaaranżowane przez Aks | Kay Kay                         | Sameer        | Shiney Ahuja & Vidya Balan |
| Sakhiya                                            | Tulsi Kumar                     | Sameer        | Amisha Patel               |